# Passalus procerus
Passalus procerus is een keversoort uit de familie Passalidae. De wetenschappelijke naam van de soort is voor het eerst geldig gepubliceerd in 1940 door Hincks.